# Торньйон
Торньон (фр. Torgnon) — муніципалітет в Італії, у регіоні Валле-д'Аоста.
Торньон розташований на відстані близько 590 км на північний захід від Рима, 21 км на схід від Аости.
Населення — 553 особи (2014).
Щорічний фестиваль відбувається 11 листопада. Покровитель — Мартин Турский.

## Демографія
Населення за роками:

Станом на 1 січня 2023 року в муніципалітеті офіційно проживало 17 іноземців з 10 країн, серед них 3 громадяни країн Євросоюзу та 2 громадяни України.

## Сусідні муніципалітети
- Анте-Сент-Андре
- Бйона
- Шатійон
- Нюс
- Сен-Дені
- Вальтурнанш
- Веррей